# Strongylosoma scutigerinum
Strongylosoma scutigerinum är en mångfotingart som beskrevs av Carl Oscar von Porat 1894. Strongylosoma scutigerinum ingår i släktet Strongylosoma och familjen orangeridubbelfotingar. Inga underarter finns listade i Catalogue of Life.